# 15672 Sato-Norio
15672 Sato-Norio è un asteroide della fascia principale. Scoperto nel 1977, presenta un'orbita caratterizzata da un semiasse maggiore pari a 2,4252323 UA e da un'eccentricità di 0,1376667, inclinata di 2,27858° rispetto all'eclittica.